# Ceromasia aurifrons
Ceromasia aurifrons är en tvåvingeart som beskrevs av Townsend 1908. Ceromasia aurifrons ingår i släktet Ceromasia och familjen parasitflugor. Inga underarter finns listade i Catalogue of Life.